# (134) Sophrosyne
(134) Sophrosyne – planetoida krążąca pomiędzy orbitami Marsa i Jowisza.

## Odkrycie
Planetoida została odkryta 27 września 1873 roku w obserwatorium w Düsseldorfie przez Roberta Luthra. Nazwa pochodzi od pojęcia sophrosyne –  u Platona określenie umiarkowania (panowania nad sobą) i zdrowego rozsądku.

## Orbita
(134) Sophrosyne krąży w średniej odległości 2,56 j.a. od Słońca (okres obiegu to ok. 4 lata i 37 dni).
Ma bardzo ciemną powierzchnię i najprawdopodobniej składa się z pierwotnych węglanów.